# 小行星75564
小行星75564（75564 Audubon）是一颗绕太阳运转的小行星，为主小行星带小行星。该小行星于2000年1月2日发现。
該小行星以美國鳥類學家約翰·詹姆斯·奧杜邦命名。

## 轨道参数
小行星75564的轨道半长轴为2.3102975 UA，离心率为0.133。